# Museo de Art Nouveau y Art Déco
El Museo de Art Nouveau y Art Déco de Salamanca, en la Casa Lis, es un museo que guarda una colección de muebles y objetos representativos de las artes decorativas. Fue inaugurado en la primavera de 1995 con fondos de la donación que el coleccionista Manuel Ramos Andrade hizo a la ciudad.

## Historia
Ramos Andrade, anticuario salmantino que había recorrido Europa comprando y vendiendo piezas, se había ido reservando aquellas que, dentro de las artes decorativas de los movimientos Nouveau y Déco, además de conservarse en buen estado, eran auténticas obras de arte.Tras haber pasado casi toda su vida fuera, quiso dejar sus colecciones en su tierra natal creándose así la fundación que lleva su nombre.
El Ayuntamiento de Salamanca cedió el uso de la Casa Lis (diseñada por Joaquín de Vargas y Aguirre), para que se instalase el museo. Se cerró el patio central con una hermosa vidriera emplomada que el mismo Ramos Andrade diseñó y que representa la noche, se modificaron las vidrieras de la fachada sur y se añadió un piso sobre un garaje anexo donde se instalan las oficinas. Las obras fueron supervisadas por el mismo Ramos Andrade que se desplazó a Salamanca y personalmente fue colocando pieza por pieza. El resultado es uno de los museos de Art Nouveau y art déco más hermosos de Europa. El 6 de abril de 1995 se procede a su inauguración.
A la muerte de Ramos Andrade en 1998 pasa a formar parte de la colección lo que se conoce como «el último legado» conjunto de objetos que había conservado aún el mecenas.

## Obras
El visitante puede contemplar hasta 200 piezas de vidrio, entre ellas una exquisita colección de lámparas y jarrones de vidrio doblado y grabado al ácido del francés Émile Gallé y las creaciones del austriaco Loetz con el uso de una exclusiva técnica del vidrio de reflejos metálicos. Además de los jarrones vidriados en metal y lustrados de Zsolnay, los hermosos vidrios de Auguste y Antonin Daum, frascos de perfume, figuras de cristal traslúcido e irisado, lámparas y juegos de mesa.
El desarrollo de la muñeca de cabeza de porcelana está ligado al desarrollo de la burguesía como nueva clase social en el siglo XIX, se utilizaron materiales más caros y técnicas innovadoras, creándose así un producto exclusivo al que sólo podían acceder las familias más adineradas. La colección de muñecas de porcelana es, con 300 piezas, la mejor muestra pública a nivel mundial con muestras de las compañías francesas y alemanas más significativas: Jumeau, Bru, Steiner, Simon & Halbig o Kestner.
Entre los juguetes, o las colecciones más infantiles, que se muestran en el museo cabe mencionar la colección de muñecos de circo del alemán Steif, los Piano Babies de Heubach y los Kewpies basados en los dibujos de Rose O’Neill.
Ramos Andrade fue con toda certeza, el máximo experto español en criselefantinas. Esta circunstancia unida a su condición de comerciante-anticuario, ha hecho posible poder incluir en la colección del museo este impresionante conjunto de figuras producidas entre los años 1897-1933 y que estaban destinadas al mercado de la burguesía de entreguerras que ostentaban el poder económico. Las criselefantinas, delicadas figuras de bronce y marfil, son, con 120 piezas, una de las principales colecciones con representación de los escultores más notables: Preiss, Poertzel, Roland París… Entre los 52 artistas que firman las criselefantinas del Museo está el rumano Demetre H. Chiparus, que durante su estancia en París observando a los bailarines rusos, recuperó la belleza de la Grecia clásica en la pieza Bailarina egipcia.
El museo dispone de una completísima muestra de muebles de representantes de la Escuela francesa de Nancy como Emile Gallé y Louis Majorelle y de la Escuela catalana como Gaspar Homar y Joan Busquets.
El Museo expone joyas de René Lalique, de Luis Masriera y huevos de Pascua del ruso Carl Fabergé que trabajó tanto para la Casa Imperial rusa como para la burguesía europea, y porcelanas de Sèvres y de las escuelas italianas de Capodimonte y de Lenci.
Pero las artes decorativas también se extienden hasta los esmaltes de Limoges, los bronces Viena y los bronces de Juan Clará, las pinturas de Joseph María Tamburini, Celso Lagar o Federico Beltrán Masses, las esculturas de la belga Claire Jeanne Roberte Colinet, los abanicos, los pañuelos…